# مكارثية

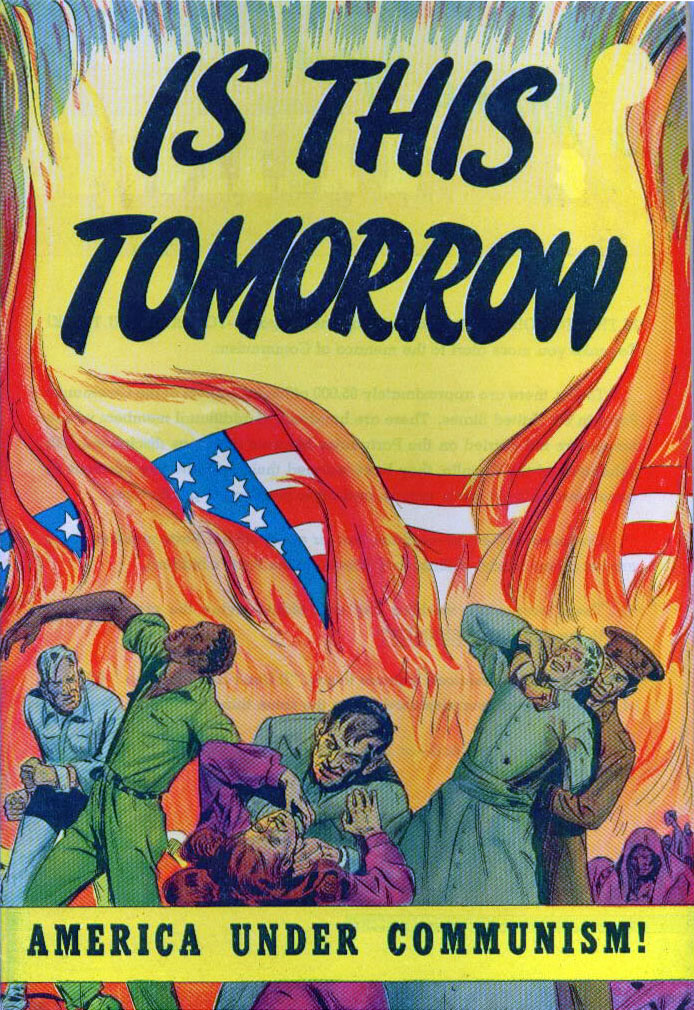
غلاف لمجلة هزلية يتحدث عن شبح الشيوعية في الولايات المتحدة الأمريكية

المكارثّية (بالإنجليزية: McCarthyism)‏ هو سلوك يقوم بتوجيه الاتهامات بالتآمر والخيانة دون الاهتمام بالأدلة. ينسب هذا الاتجاه إلى عضو بمجلس الشيوخ الأمريكي اسمه جوزيف مكارثي. كان رئيساً لإحدى اللجان الفرعية بالمجلس واتهم عدداً من موظفي الحكومة وبخاصة وزارة الخارجية، وقاد إلى حبس بعضهم بتهمة أنهم شيوعيون يعملون لمصلحة الاتحاد السوفيتي. وقد تبين فيما بعد أن معظم اتهاماته كانت على غير أساس. وأصدر المجلس في عام 1954 قراراً بتوجيه اللوم عليه. ويستخدم هذا المصطلح للتعبير عن الإرهاب الثقافي الموجه ضد المثقفين.

## أشهر من اتهمهم مكارثي بالشيوعية
بدأت المكارثية بقائمة فيها 205 أسماء قيل إنهم شيوعيون وجواسيس في الخارجية الأميركية ثم امتدت المكارثية لجميع قطاعات المجتمع الأمريكي، وراح ضحيتها أكثر من مائتي شخص تم الزج بهم في السجون، فضلا عما يزيد على 10 آلاف تم طردهم من وظائفهم والتنكيل بهم وفق تهم ملفقة
ومن هؤلاء مارتن لوثر كينغ وألبرت أينشتاين وآرثر ميللر وتشارلى تشابلن

## نهاية المكارثية
أيدت، في البداية، أغلبية الأميركيين الحملة، وذلك لأنهم خافوا من الخطر كما صور لها. خافوا من الشيوعية، خاصة لأن دعاية مكارثي اعتمدت على أن الشيوعية «دين يريد القضاء على المسيحية». لكن فيما بعد، قَلَّ تأييد الأميركيين لمكارثي، لأكثر من سبب: أولا، تأكدوا من ان مكارثي غوغائي، يوزع الاتهامات يمينا ويسارا، بدون أدلة كافية. ثانيا، فشل مكارثي في اثبات وجود «جيش من الشيوعيين والجواسيس» في وزارة الخارجية. ثالثا، ظهر سياسيون وصحافيون وأكاديميون عندهم شجاعة كافية لينتقدوه، وهو في قمة شهرته. كما ظهر إدوارد مارو، من أوائل نجوم اخبار ومقابلات التلفزيون كعدو لمكارثي. (صدر، قبل ثلاثة شهور، فيلم «ليلا سعيدا وحظا سعيدا»، عن حياة مارو، وفيه مواجهات تاريخية مع مكارثي). ومما قال مارو، وسجل الفيلم، إشارة إلى حوار بين القائدين الرومانيين كاسيوس وبروتس، قبيل اغتيال القيصر الروماني جوليوس سيزار: «يا عزيزي بروتس، الذنب ليس ذنب حظنا، الذنب ذنبنا.» وقد ايقظت تعليقات الصحافي مارو كثيرا من الأميركيين، لأنه قال، ربما مثل ما يقول بعض الصحافيين الأميركيين اليوم، ان أي خطر خارجي على أميركا يجب الا يواجه على حساب الدستور والحريات الأميركية. ودارت، فيما بعد، الدوائر على مكارثي، وقدم إلى محكمة بتهمة الفساد والتزوير، وادانه الكونغرس، وأدمن المخدرات ومات بسبب ذلك.